# Vœu du faisan

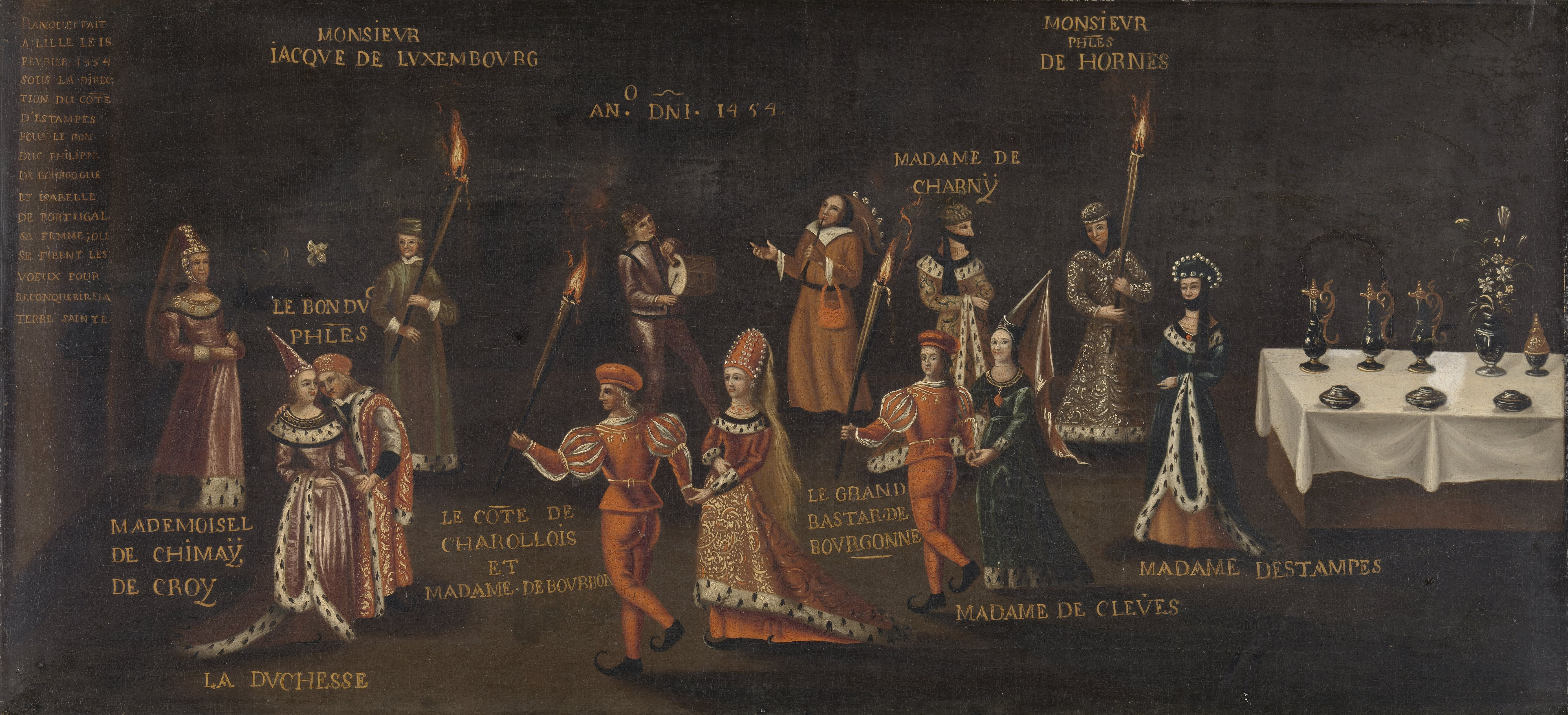
Le Vœu du faisan (anonyme).

Le Vœu du faisan est un vœu formulé par Philippe le Bon, duc de Bourgogne, et sa cour lors du « Banquet du faisan », tenu à Lille le 17 février 1454,. L'engagement concerne le fait d'aller délivrer Constantinople prise par les Turcs l'année précédente.
Cet engagement chrétien pour la croisade ne fut jamais tenu. Cette fête précédait de peu la diète impériale de Ratisbonne concernant la Turquie, qui n'aboutit pas elle non plus. La croisade n'eut donc pas lieu. Philippe le Bon semble pourtant sincère dans son vœu de croisade. La diplomatie fut très active en la matière. De plus, le duc leva de l'argent pour enrôler des troupes et armer des navires. Il semble même qu'il ait voulu participer lui-même à cette croisade. En effet, il réunit des états généraux en janvier 1464 pour organiser le gouvernement en son absence.

## Le Banquet du faisan

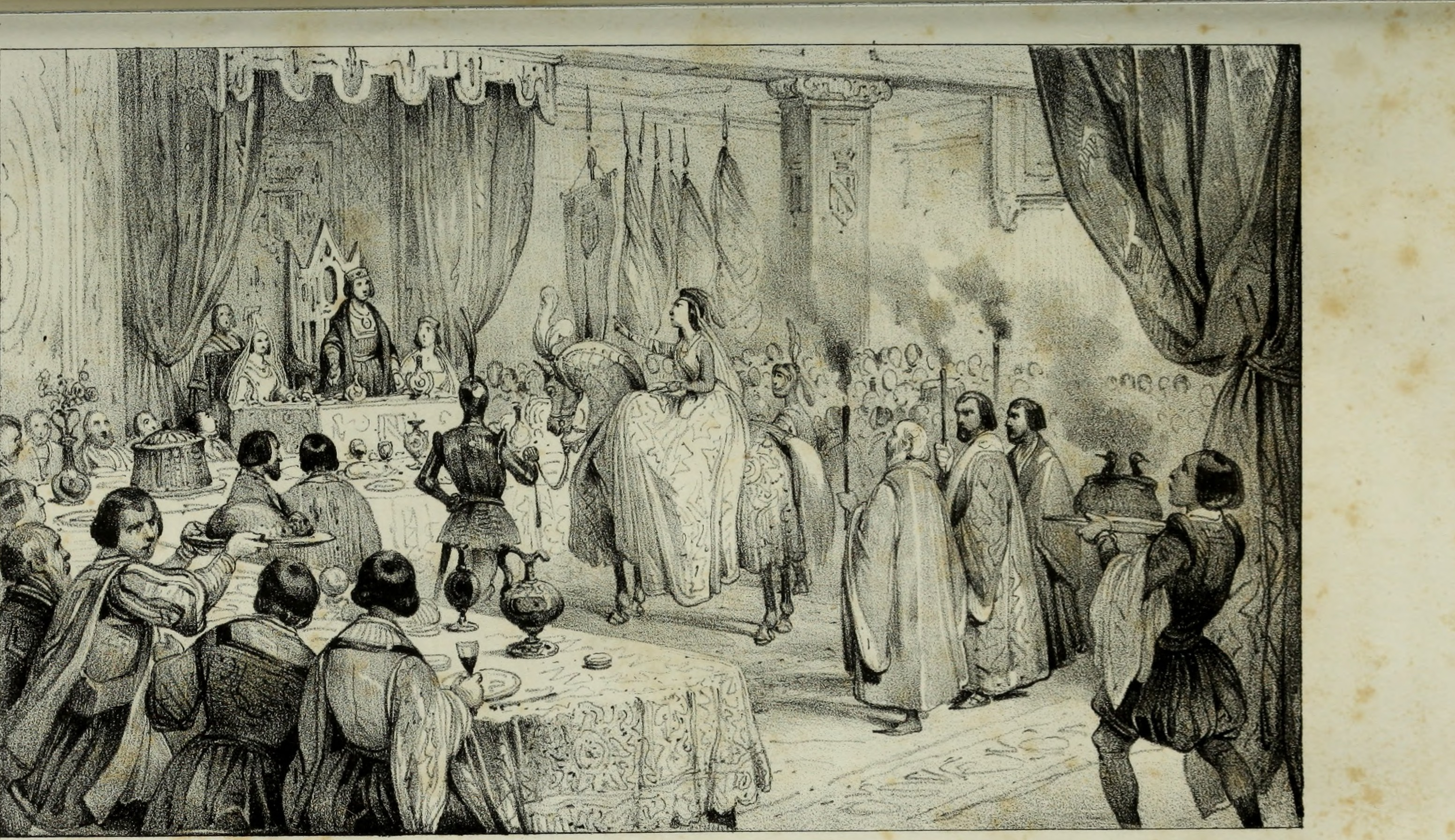
Illustration du banquet du faisan dans l’histoire de Lille et de l la Flandre wallonne de Victor Derode(1848)

Mathieu d'Escouchy, chroniqueur de l'époque, fit un récit détaillé du Vœu du faisan :

« Après l'apparition d'un géant escortant une dame représentant la sainte Église, apparaît dans la salle du banquet : « Toison-d'Or, roy d'armes, lequel portoit en ses mains un phaisant (faisan) en vie, orné d'un riche collier d'or, garny de pierres fines et de perles ; et après iceluy Toison-d'Or, vinrent deux damoiselles adextrées de deux chevaliers de la Toison-d'Or. Ils s'avancèrent jusques devant le duc, où après avoir fait la révérence, ledit Toison-d'Or parla à icelui duc en ceste manière : »

« Très haut et très puissant prince, et mon très redoutable seigneur, voyez ici les dames qui très humblement se recommandent à vous ; et pour ce que c'est la coutume qui a esté anciennement instituée, après grandes festes et nobles assemblées, on présente aux princes et seigneurs et aux nobles hommes le paon ou quelque autre noble oiseau pour faire des vœux utiles et valables, pour ce sujet on m'a ci envoyé avec ces deux damoiselles pour vous présenter ce noble phaisant, vous priant que le veuillez avoir en souvenance. »

« Ces paroles estant dites, icelui duc print un bref escript, lequel il bailla à Toison-d'Or, et dit tout haut : Je voue à Dieu, mon Créateur, à la glorieuse Vierge Marie, aux dames et au phaisant, que je feray et entretiendray ce que je baille par escript. »
 « Toison-d'Or prend alors l'écrit et en fait lecture à haute voix. C'était le vœu que faisait le prince d'entreprendre et d'exposer son corps pour la défense de la foi chrétienne, et pour résister à la dampnable entreprinse du Grand-Turc et des infidelles… Et, ajouta-t-il, si je puis, par quelque voye ou manière que ce soit, sçavoir ou cognoistre que ledit Grand-Turc eût volonté d'avoir affaire à moy corps à corps, je, pour ladite foy chrestienne soustenir, le combattray à l'ayde de Dieu tout-puissant et de sa très douce mère, lesquels j'appelle toujours à mon ayde. » »

Il est fait appel spécialement à de nombreux artistes pour participer à la décoration des lieux de festivités. La liste nominative et leur rémunération sont connues grâce aux archives ducales. On signale la présence de Jacques Daret, le mieux payé d'entre eux, mais aussi de Jean Hennecart, Jean Le Tavernier, Simon Marmion. L'objet du  banquet est en effet avant tout de montrer la splendeur de la cour du Duc de Bourgogne.

### Sources primaires
- Marie-Thérèse Caron (éd.), « Les vœux du faisan, noblesse en fête, esprit de croisade : le manuscrit français 11594 de la Bibliothèque Nationale de France », Turnhout, Brepols, Burgundica no 4, 2003, 420 p.